# Erzbistum Auch
Das Erzbistum Auch (lat.: Archidioecesis Auxitana) ist eine in Frankreich gelegene römisch-katholische Erzdiözese mit Sitz in Auch. Sein Gebiet entspricht dem Département Gers.

## Geschichte
Das Erzbistum Auch wurde im 6. Jahrhundert als Suffraganbistum errichtet. 879 erhob Papst Johannes VIII. das Bistum zum Metropolitanbistum, indem es mit dem Gebiet des bisherigen Erzbistums Eauze vereinigt wurde. Später hatte es diese Suffragansitze:
1. Bistum Aire
2. Bistum Bayonne
3. Bistum Bazas
4. Bistum Comminges
5. Bistum Couserans
6. Bistum Dax
7. Bistum Lectoure
8. Bistum Lescar
9. Bistum Oloron
10. Bistum Tarbes

Am 29. November 1801 wurde das Erzbistum Auch aufgelöst und das Gebiet wurde dem Bistum Agen angegliedert.
Das Erzbistum Auch wurde am 6. Oktober 1822 durch Papst Pius VII. mit der Apostolischen Konstitution Paternae charitatis erneut errichtet und hatte diese Suffragansitze:
1. Bistum Aire
2. Bistum Bayonne
3. Bistum Tarbes

Am 16. Dezember 2002 verlor das Erzbistum Auch den Status als Metropolitansitz und wurde dem Erzbistum Toulouse als Suffragansitz unterstellt.
Die Erzbischöfe tragen seit dem 17. Jahrhundert und erneut seit 1829 den bestätigten Titel eines Primas von Novempopulana und beider Navarra.
Ein Strafverfahren gegen den amtierenden Ortsbischof von Auch, Erzbischof Maurice Gardès, den amtierenden Bischof von Nevers, Thierry Brac de la Perrière, und den amtierenden Erzbischof von Lyon, Kardinal Philippe Barbarin, wegen Vertuschung sexuellen Missbrauchs wurde am 7. Januar 2019 eröffnet.